# B型H系
『B型H系』（ビーがたエッチけい）は、さんりようこによる日本の4コマ漫画作品。2003年より『漫革』および『週刊ヤングジャンプ』（集英社）本誌にパイロット版が各々数回掲載された後、2004年20号より設定をリセットして連載開始、数回の休載を挟みつつ2011年10号まで連載された。
『ヤングジャンプ増刊 漫太郎』『月刊ヤングジャンプ』、携帯電話向けサイト『ケータイYOUNG JUMP』で発表された番外編（中学生編など）も存在。
ドラマCD版が2007年9月14日に発売、テレビアニメ版が2010年4月から6月まで放送された。

## あらすじ
高校入学を控えた山田は、「夢はセクフレ（アニメ版ではエチトモ）100人」という、エッチへの興味が旺盛な美少女。しかし、男子を選り好みしすぎる性格と妄想癖が徒となってか、実際はキスはおろか恋もろくにしたことがない処女。さっさと処女を捨てて後はヤリまくりたいと考える一方で、相手の男に処女であることを見下されるかもという恐怖心を持っており、最初の一歩を踏み出せずにいる。そのため経験豊富そうなイケメンではなく、まずは凡庸で手頃そうなチェリー君を狙おうと画策する。
ある日、山田は本屋で踏み台から転落した所を冴えない男子に助けてもらう（実際は男が下敷きになっただけ）。この凡庸で童貞ぽい男こそ処女を捨てる相手として手頃だと感じた山田は、後に彼が高校のクラスメイト・小須田崇だと知ると、なんとか小須田を落として初エッチを済ませようと様々なアプローチを画策する。しかしツンデレ気質のため本性（処女を捨てたい意思）は明かせず、普段は天邪鬼な態度をとってしまったり、恋愛経験が無いため小須田に対して常識外れなアプローチを行なったり、いざとなるとテンパって空回りしたりを繰り返す。
凡庸な小須田も何かと山田に振り回される日々だが、少しずつ彼女を意識し始める。お互い奥手な性分と彼女の態度ゆえに山田との関係は行きつ戻りつでなかなか進展しないが、そんな中でも男として徐々に成長を見せていく。その姿を見て、山田も小須田という存在が自分の中でどんどん大きくなっていっていることに気付く。
果たして二人はエッチできるのか…？

## 登場人物
※ 声優は、テレビアニメ版/ドラマCDの順（表記無しはアニメのみ）。

### 滝沢高等学校

#### 主要人物
山田（やまだ）
声 - 田村ゆかり / 浅野真澄
本作の主人公。都立滝沢高等学校へ通う女子高生（1話で入学。後に進級）。下の名前は原作でもアニメでも明かされていない（山田の両親も同様）。
身長164cm、体重43kg、座高87cm、胸はBカップ。第17回滝沢高校のミス・コンテストでは優勝している。自他共に認める完璧美少女だが、本人は胸のサイズを気にしている。
思考は常にエロ妄想全開で竹下からは「美少女の皮をかぶったエロオヤジ」と評される。また、事あるごとに自慰行為に耽る（アニメでは明確な描写は抑えられている）。
勉強や運動はかなり出来る方で、暗記や速読にも長けている。特に保健体育の成績はすこぶる良いが、料理は下手である。
最終巻のカバーをはがすと妊娠をほのめかす描写がある（ただし「未来予想図」であって、あくまで予想である）。
小須田 崇（こすだ たかし）
声 - 阿部敦 / 保志総一朗
本作のもう1人の主人公。山田のクラスメイト。写真部所属。風景写真を撮るのが好きで、自室には岐阜城の写真が飾られている。
何もかもそこそこで、学校ではさっぱり目立たない凡庸な男子。入学当初は山田に存在すら認識されていなかったが、突然山田から一方的に「初体験の相手」と決められる。童貞であり、これまでずっとモテなかったため、恋愛に関しては非常に鈍感。
気弱で小心者だが人に対しては優しい。

#### 同級生
竹下 美春（たけした みはる）
声 - 堀江由衣 / 水橋かおり
山田の中学時代からの親友にして、恋愛相談の相手。身長162cm。Fカップの巨乳。
山田の本性を知る数少ない1人で、まともな感性を持ち、何かと暴走する山田のツッコミ役。山田のあまりにトンチンカンな行動に呆れさせられることが多いものの、彼女の成長を暖かく見守っている。
2歳年上の彼氏・大佑がいて、既に色々経験済み。そのことを山田に突っ込まれると、狼狽する。
宮野 まゆ（みやの まゆ）
声 - 花澤香菜 / 門脇舞以
眼鏡をかけた少女。身長155cm。富士山なみのFカップ（※山田談）。処女。崇とは幼馴染で、近所である小須田家とは家族ぐるみの付き合い。幼児期に香月を男の子と勘違いして一目惚れして以降、恋愛には臆病。
小学校1年生の時に崇から料理の腕前を褒められて以降は崇に恋心を寄せ続けているが、自分からは告白できずにいるうえ、鈍感な崇からも全く気付いてもらえない。山田とは恋のライバルのはずだが、何故か親友になる。
休日には老人ホームへボランティアに行くなど、とても優しい性格。料理が得意。張り切って大量に作りすぎたり、転んで料理をひっくり返すなど天然のドジッ娘。
美春はその純粋で健気な人格を大いに評価している。崇とはお似合いカップルに見える模様（※美春視点）。
金城 京香（かねじょう きょうか）
声 - 小林ゆう / 茅原実里
山田が1年生の時に転入してきた大富豪のお嬢様。山田と学内で1、2を争う美人でCカップ。処女。
周囲には奥ゆかしく見せているが、実際は自尊心が高く自分が一番美しいと思っている。転入翌日に学園祭のミス・コンテストで山田に負けたことがきっかけで、山田をライバル視する。
圭一を溺愛しており、自宅には圭一の写真等を集めた「お兄様部屋」と呼ばれる部屋がある。携帯電話には、圭一のデフォルメ人形ストラップを付けている。兄が山田に告白したと知った途端には、3日間寝込んだ。
三郷 まみ（みさと まみ）
声 - 岩崎愛
山田と仲の良い女子で、とても元気で明るい性格。冬にはブラジャー無しで過ごせる程の貧乳。処女。容姿・言動共に子供っぽいためか、男子同級生達からは恋愛対象外と見られている。
何故か男運が悪く、席替えでも両隣が女子（美春と葵）になった。葵とは中学からの親友で、葵の過去のドロドロの恋話についてもよく知っている。
イケメンの彼氏をゲットすることを第一の目標としている。体育祭で出会った金城圭一に一目惚れした。
片瀬葵（かたせ あおい）
声 - 橘田いずみ
山田と仲の良い女子。まみとは中学からの親友で、その頃からずっとまみの保護者役。その事もあってか、山田の保護者役である美春とは気が合う。
過去、彼氏に二股をかけられて以来、男性不信となった。その経験からか、他の女子より大人っぽいミステリアスな雰囲気を醸し出している。
小林 真希（こばやし まき）
声 - 楠浩子
山田の友人。ショートヘアで少しソバカス顔。
男子に告白されたこともあるが、高望み気味の性格のため、いまだ彼氏は居ない。恋愛事に関しては、暴走気味な言動に走りがち。
坂井 香織（さかい かおり）
声 - 長谷美希
山田の友人。ウェーブのかかったロングヘア。派手な外見とは裏腹に、性格は比較的おっとりしている。真希と仲が良く、彼女に対するツッコミ役が多い。
石橋（いしばし）
山田の友人。黒髪のショートヘア。
原作で真希・香織と共に登場したが、その後顔を見せなくなった。アニメには未登場。
秋本 コウタ（あきもと コウタ）
声 - 大下孝太
崇の悪友。前髪の一部がメッシュ。崇とは中学生時代からの級友。
かなり軟派な性格で、山田や京香のような美少女に目がない。
工藤 俊一（くどう しゅんいち）
声 - 小泉豊
崇の友人で、コウタと同じく中学生時代からの仲間。糸のように細い目をしている。妹も彼にそっくり。アニメには未登場。
コウタと共に軽薄な発言をすることも多いが、根は恋愛に対して真面目。
黒川 太（くろかわ ふとし）
声 - 松井郁洋
崇の友人。丸顔で太眉。太り気味なのを気にしている。
なお、秋本・工藤・黒川の下の名前は、原作未登場。

#### 教員
赤井（あかい）
声 - 儀武ゆう子
山田のクラス担任の女教師。指導教科は保健体育。25歳。
学生の頃は運動部一筋で恋愛経験は乏しく、恋愛スキルは女子高生並み。唯一の交際経験は大学3年生の時（初体験もこの時）で、すぐに振られた。現在も彼氏はおらず、年齢的に少々焦り気味。
自分のクラスにやたら美人が多く、男子にちやほやされている事に内心穏やかではない。体育会系らしく、勝負事には燃える性格。
森（もり）
声 - 宍戸留美
赤井先生の同僚で、友人。指導教科は家庭科。赤井先生よりも年上（アニメ公式サイトでは27歳）。
調理実習の授業中にも煙草を吸うほどのヘビースモーカー。彼氏を作るのは面倒臭いと達観し、恋愛には淡白。他人の恋愛事には敏感で、かなり鋭い。

### 家族
山田 千夏（やまだ ちか）
声 - 下田麻美 / 阿澄佳奈
山田より1歳下の妹。後に姉と同じ滝沢高校へ入学。
姉同様の微乳で、Aカップ。男性経験が豊富で、多くの美少年を手玉に取る小悪魔的な美少女。男に奉仕するより、奉仕されるタイプ。男友達から高価なプレゼントを数多く貰っている。
姉の本性は把握しており、姉妹仲も良好でありながら、姉の暴走に入れるツッコミは冷ややか。時折、空回りしまくりの姉を見かねてアドバイスする。
山田ママ
山田の母親。名前は不明。性格は少々天然ボケ気味。
外見が若々しく美人。周囲の男性全てに好意を持たれているようだが、本人は全く気づいていない様子。
山田姉妹の胸が控え目なのは母方の遺伝らしく、長女に「おばあちゃんになっても垂れないらしいわよ」と語った。
山田パパ
山田の父親。名前は不明。
超美人の妻と娘たちに囲まれているが、本人は非常に影が薄く、登場回数も少ない。
小須田 香月（こすだ かづき）
声 - 能登麻美子 / 大原さやか
崇より4歳上の姉。体育大学の学生。子供の頃から男っぽい性格で、まゆの初恋相手（当時は男の子と思われていた）。現在でも、バレンタインデーには女性からチョコレートを貰っている。
弟のエロ妄想を鋭く見破り、いつも揶揄しているが、自分自身が性的な話をされると狼狽する。同時に山田との仲を応援・アドバイスするなど、弟思いの姉。
小須田母
声 - 中根久美子
香月と崇の母親。崇とまゆをくっつけようと秘かに狙っている。
松尾 大佑（まつお だいすけ）
声 - 小泉豊 / 浪川大輔
美春より2歳上の彼氏。美春の2年進級と同時にN大へ進学した。美春とは本屋でアルバイトをしている時に知り合ったらしい。
穏やかな性格で、洞察力や人への気遣いに長けている。ロシア文学を愛読するなど、知性的な面を持ち合わせていることから、崇からも好かれている。
山田にとっての美春同様、崇の恋愛相談相手になることも。
宮野 真尋（みやの まひろ）
声 - 不明
まゆの弟。小生意気な小学生で、崇をパシリ扱いしている。
市原（いちはら）
声 - 中根久美子
金城邸の家政婦。京香の兄に対する恋心を知っており、過ちを犯さないようにと心配している。
金城 圭一（かねじょう けいいち）
声 - 前野智昭
京香の兄で、モデル以上の美男子。写真が趣味。ハーバード大学へ留学しているが、一時帰国の際に山田と出会い、興味を持つ。
京香の差し金による金城家工作員の妨害と本人の真面目さ（余裕）から非常にモテるが、童貞。普段は非常に温厚な人格者。少々高飛車な面もあり。
河合 みずき（かわい みずき）
他校の男子生徒。女顔であり、しかもスキンケアや化粧の知識が詳しすぎるからか、女子達からもてるどころか引かれている。三郷はそんなことをお構いなしに交際を始め、リボンを付けられたことをきっかけにそっちに目覚める。

### エロ神様（エロがみさま）
色欲を司る神様。それぞれのキャラクターに一柱ずつ付いており、依代とよく似た容姿と性格をしている。睡眠中に色々な助言を与えるが、どのエロ神の助言もほとんど役に立っていない。依代がたくさんエッチをすると、エロ神としての格が上がっていく。（基本的には）人間の目に見えないため、夢の中以外で直接話す事は出来ない。
山田のエロ神様
声 - 宍戸留美
ヒゲ仙人のような外見。山田の夢の中で、崇陥落の為にかなり実践的な助言を与えてくれるが、それらの助言は起床後にはすっかり忘れ去られ、元の木阿弥になっている。
アニメでは（基本的に）2頭身の姿となり、解説役・ツッコミ役を兼ねたマスコットキャラクターとして、全編にわたり登場した。
小須田崇のエロ神様
声 - 阿部敦
エロ神としてのヤル気がほとんど無い怠け者。アニメでは序盤から度々登場しているが、雲に乗っての正式な登場は第11回（22話）から。なお小須田のエロ神様のみ同誌に連載されている『週刊はじめての初音ミク』にゲスト出演し、この際に初音ミクとは普通に会話している。またこの時にKAITOのエロ神様も登場しており、山のような大きさで仙人のような髭を生やしていた。
宮野まゆのエロ神様
声 - 花澤香菜
魔法少女のような外見。アニメでは第10回（20話）からの登場。
まゆと直接会話（?）が出来るらしく、崇との接し方に関して助言を与えているが、その内容は本人同様いささかズレていることが多く、エロ神の名に反してエロへの言及も皆無。
金城京香のエロ神様
声 - 小林ゆう
中世の貴婦人の様な外見。性格は本人と同様に高飛車。アニメでは第10回（20話）にのみ登場。
山田千夏のエロ神様
本人とほとんど同化している。アニメでは未登場。
竹下美春のエロ神様
例外的に2人のエロ神様（お堅い清純派のエロ神（-）とド派手な淫乱派のエロ神（+））が付いている。アニメでは未登場。
赤井先生のエロ神様
依代が学生時代からずっと運動部一筋で、ろくに恋愛経験が無いため、エロ神としてほとんど成長しておらず、清純な女子中学生の様な外見をしている。アニメでは未登場。
三郷まみのエロ神様
本人同様空気を読まず、ひたすら男性へのアタックを後押しする。アニメでは未登場。
片瀬葵のエロ神様
元彼に裏切られたせいで男嫌いを標榜する依代とは裏腹に、「エロ神の中のエロ神」と言われるほど色っぽくエッチ好き。アニメでは未登場。
金城圭一のエロ神様
圭一にはエロ神が付いていない（アニメでは言及なし）。モテるのに童貞なのはそのせいでもある。

## 単行本
集英社ヤングジャンプ・コミックスより
1. 2005年2月18日発売 ISBN 4-08-876756-X 全162ページ
2. 2006年1月19日発売 ISBN 4-08-877021-8 全162ページ
3. 2006年10月19日発売 ISBN 4-08-877154-0 全162ページ 巻末に番外編2話収録
4. 2007年6月19日発売 ISBN 978-4-08-877278-3 全158ページ 巻末に番外編1話収録
5. 2008年4月18日発売 ISBN 978-4-08-877411-4 全158ページ 巻末に番外編2話収録
6. 2009年4月17日発売 ISBN 978-4-08-877613-2 全158ページ 巻末にパイロット版4話収録
7. 2010年3月17日発売 ISBN 978-4-08-877742-9 全158ページ 巻末に番外編4話収録
8. 2010年7月16日発売 ISBN 978-4-08-877899-0 全150ページ
9. 2011年3月18日発売 ISBN 978-4-08-879114-2 全166ページ 巻中に描き下ろしの「第290.5話」掲載

## テレビアニメ
2010年4月から6月まで独立UHF局他にて放送された。全12回（全25話）。
原作から抜粋されたエピソードをほぼ忠実にアニメ化しているが、全体の流れは再構成されており、時系列の変更や細かい改変なども多い。裸体などの出てくるシーンには「鬼印」と書かれた修正画像、性的言動には音消し（ピヨピヨ音）によって、それぞれ自主規制が行なわれた。DVD/BD版では、それらが除かれた「こわいもの知らず（笑）無修正版」となっている。
提供クレジットのナレーターは山田役の田村ゆかりが行なっており、クレジットが表示されないAT-Xでも提供読み上げのみ流れていた。
挿入歌『BH〜B型H系〜』は、「週刊ヤングジャンプ創刊30周年イメージソングコンテスト」で最優秀賞（金賞）を受賞した公募作品を基に作られた。同メロディーはサブタイトルや場面転換時などでも利用されている。
2010年7月、制作会社と脚本家に脅迫状が数回届く事件が起きたことが、テレビアニメ公式サイトで明らかにされた。

### スタッフ
- 監督 - 山本裕介
- シリーズ構成 - 西園悟
- キャラクターデザイン・総作画監督 - 八尋裕子
- ゲストキャラクターデザイン・キーアニメーター - 阿部智之
- セットデザイン - 中村嘉博
- MONOデザイン - 渋谷一彦
- 美術監督 - ミキミチヨ
- 色彩設計 - 谷本千絵
- 撮影監督 - 長牛豊
- 編集 - 後藤正浩
- 音楽 - Elements Garden（藤田淳平、藤間仁）
- 録音演出 - 塩屋翼
- プロデューサー - 松井智、森亮介、吉田悟、栗田滋弘、甲斐健太郎
- アニメーションプロデューサー - 皆川護
- アニメーション制作 - ハルフィルムメーカー
- 製作 - B型H系製作委員会（ハピネット、集英社、電通、AG-ONE、NECビッグローブ、ダックスプロダクション、TYOアニメーションズ、マックレイ、AT-X）

### 主題歌
オープニングテーマ「おしえて A to Z」
作詞 - ふじのマナミ / 作曲・編曲 - 太田雅友 / 歌 - 田村ゆかり
エンディングテーマ「裸足のプリンセス」
作詞 - ふじのマナミ / 作曲・編曲 - 太田雅友 / 歌 - 田村ゆかり
挿入歌
「BH〜B型H系〜」
作詞 - ペパーミント・マッド / 作曲 - あっちぃ / 編曲 - 藤田淳平（Elements Garden） / 歌 - 近江知永
「コンドーさんなら鬼印」
作詞 - 鬼頭巌 / 作曲・編曲 - 藤間仁（Elements Garden） / 歌 - み〜こ
「DOUTEI☆ロケンロール」（第10回）
作詞・作曲 - 童貞一男 / 編曲 - 火目ハジメ / 歌 - 小須田崇、秋本コウタ、工藤俊一（阿部敦、大下孝太、小泉豊）
「ノノノノン」（第10回）
作詞 - NAGAE / 作曲・編曲 - 菊田大介（Elements Garden） / 歌 - 山田、宮野まゆ、金城京香（田村ゆかり、花澤香菜、小林ゆう）

### 各話リスト
| 回数   | 話数 | サブタイトル                                              | 脚本             | 絵コンテ   | 演出       | 作画監督          |
| ------ | ---- | --------------------------------------------------------- | ---------------- | ---------- | ---------- | ----------------- |
| 第1回  | 1話  | ぼーい♂みーつ♀がーる あなたの「初めて」私にちょうだい!!   | 西園悟           | 山本裕介   | 津田尚克   | 阿部智之          |
| 第1回  | 2話  | 放課後大作戦！ とりあえずキスしましょ？                   | 西園悟           | 山本裕介   | 山本裕介   | 阿部智之          |
| 第2回  | 3話  | そうだ！プールに行こう 私の水着、見たいよねっ！           | 西園悟           | 大脊戸聡   | 大脊戸聡   | 阿部智之          |
| 第2回  | 4話  | ライバル出現！ 誰よ？あのFカップ!?                        | 西園悟           | 大脊戸聡   | 大脊戸聡   | 阿部智之          |
| 第3回  | 5話  | 暗室で急接近！ ちょっとキケンな部活動!?                   | ふでやすかずゆき | 石井久志   | 石井久志   | 三島千枝          |
| 第3回  | 6話  | 燃える文化祭！ 学園の女王はこの山田（わたし）!!           | ふでやすかずゆき | 石井久志   | 石井久志   | 三島千枝          |
| 第4回  | 7話  | ときめく聖夜 ファーストキスって、なんの味？               | 与口奈津江       | 五十嵐紫樟 | 五十嵐紫樟 | 鈴木美音織        |
| 第4回  | 8話  | このままじゃ帰れない！ いちゃラブ公園に行こうよ！         | 与口奈津江       | 五十嵐紫樟 | 五十嵐紫樟 | 鈴木美音織        |
| 第5回  | 9話  | 汗と涙のバレンタイン！ ヤマダより愛？を込めて             | 西園悟           | 稲垣隆行   | 上田繁     | 阿部達也          |
| 第5回  | 10話 | 磨けエロパワー！ こんな感覚、初めてなの…                  | 西園悟           | 稲垣隆行   | 上田繁     | 阿部達也          |
| 第6回  | 11話 | 金城さんが来る！ あのキラキラが許せない！                 | ふでやすかずゆき | 津田尚克   | 津田尚克   | 星野浩一          |
| 第6回  | 12話 | バラ色の笑顔の裏に…… 金城の黒い秘密!!                     | ふでやすかずゆき | 津田尚克   | 津田尚克   | 高原修司          |
| 第7回  | 13話 | スク水で大決闘！ アンタにだけは絶対負けない！             | 与口奈津江       | 石井久志   | 石井久志   | 三島千枝          |
| 第7回  | 14話 | 夏の日の思いで…… 山田、野生に帰る！                       | 西園悟           | 石井久志   | 石井久志   | 三島千枝          |
| 第8回  | 15話 | わーい！修学旅行だ！ 二人っきりになれなくて…              | 西園悟           | 中山敦史   | 中山敦史   | 阿部智之          |
| 第8回  | 16話 | 俺、山田のことが、す…… すったもんだの珍道中               | 西園悟           | 中山敦史   | 中山敦史   | 阿部智之          |
| 第9回  | 17話 | そんな！みんなの見てる前で… 嫌いなんて言ってないじゃん…秋 | ふでやすかずゆき | 福田道生   | 高橋幸雄   | 清丸悟 海老原雅夫 |
| 第9回  | 18話 | 体育祭にかけろ！ 好きにすればいいじゃん…秋                | ふでやすかずゆき | 山本裕介   | 高橋幸雄   | 阿部達也          |
| 第10回 | 19話 | 金城家の一族 セレブな兄のキラキラな秘密！                 | 西園悟           | 五十嵐紫樟 | 五十嵐紫樟 | 鈴木美音織        |
| 第10回 | 20話 | 恋する途中？ 私の男（コスダ）に手を出すな!!               | 西園悟           | 五十嵐紫樟 | 五十嵐紫樟 | 阿部智之          |
| 第11回 | 21話 | 2年H組のクリスマス・イブ あたしをベッドにつれてって♡      | ふでやすかずゆき | 大脊戸聡   | 大脊戸聡   | 星野浩一          |
| 第11回 | 22話 | 金城さんが見てる!? 限界ギリギリ『生』放送！               | ふでやすかずゆき | 大脊戸聡   | 大脊戸聡   | 高原修司          |
| 第12回 | 23話 | 僕らのために世界は回る さよなら…B型H系                    | 西園悟           | 山本裕介   | 五十嵐紫樟 | 三島千枝          |
| 第12回 | 24話 | 天使になった山田！ さらば！B型H系!!                       | 西園悟           | 山本裕介   | 津田尚克   | 阿部智之          |
| 第12回 | 25話 | 神様！ B型H系よ、永遠（とわ）に                           | 西園悟           | 山本裕介   | 山本裕介   | 阿部智之          |

### 放送局
| 放送地域 | 放送局       | 放送期間               | 放送日時                     | 放送系列   | 備考                                                 |
| -------- | ------------ | ---------------------- | ---------------------------- | ---------- | ---------------------------------------------------- |
| 京都府   | KBS京都      | 2010年4月2日 - 6月18日 | 金曜 1:00 - 1:30（木曜深夜） | 独立UHF局  |                                                      |
| 東京都   | TOKYO MX     | 2010年4月2日 - 6月18日 | 金曜 1:30 - 2:00（木曜深夜） | 独立UHF局  |                                                      |
| 日本全域 | アニメワン   | 2010年4月2日 - 6月18日 | 金曜 13:00 更新              | ネット配信 | 製作委員会参加                                       |
| 神奈川県 | tvk          | 2010年4月5日 - 6月21日 | 月曜 0:30 - 1:00（日曜深夜） | 独立UHF局  |                                                      |
| 和歌山県 | テレビ和歌山 | 2010年4月5日 - 6月21日 | 月曜 1:40 - 2:10（日曜深夜） | 独立UHF局  |                                                      |
| 日本全域 | AT-X         | 2010年4月5日 - 6月21日 | 月曜 8:30 - 9:00             | CS放送     | 製作委員会参加 リピート放送あり                      |
| 岐阜県   | ぎふチャン   | 2010年4月6日 - 6月22日 | 火曜 1:45 - 2:15（月曜深夜） | 独立UHF局  |                                                      |
| 千葉県   | チバテレビ   | 2010年4月8日 - 6月24日 | 木曜 1:30 - 2:00（水曜深夜） | 独立UHF局  |                                                      |
| 三重県   | 三重テレビ   | 2010年4月9日 - 6月25日 | 金曜 1:20 - 1:50（木曜深夜） | 独立UHF局  |                                                      |
| 奈良県   | 奈良テレビ   | 2010年4月10日 - 7月3日 | 土曜 1:30 - 2:00（金曜深夜） | 独立UHF局  |                                                      |
| 日本全域 | ShowTime     | 2010年4月16日 -        | 金曜 15:00 更新              | ネット配信 | 第1回と最新回のみ会員無料 バックナンバー有料配信あり |

### 関連CD
- B型H系 キャラクターソングアルバム

### BD / DVD
| 巻 | 発売日        | 収録話          | 規格品番  | 規格品番  |
| 巻 | 発売日        | 収録話          | BD        | DVD       |
| -- | ------------- | --------------- | --------- | --------- |
| 1  | 2010年8月6日  | 第1話 - 第4話   | BIXA-1041 | BIBA-7891 |
| 2  | 2010年9月3日  | 第5話 - 第8話   | BIXA-1042 | BIBA-7892 |
| 3  | 2010年10月2日 | 第9話 - 第12話  | BIXA-1043 | BIBA-7893 |
| 4  | 2010年11月4日 | 第13話 - 第16話 | BIXA-1044 | BIBA-7894 |
| 5  | 2010年12月3日 | 第17話 - 第20話 | BIXA-1045 | BIBA-7895 |
| 6  | 2011年1月7日  | 第21話 - 第25話 | BIXA-1046 | BIBA-7896 |

## Webラジオ
テレビアニメ開始に関連して、HiBiKi Radio StationにてWebラジオが配信された。
概要
- タイトル：B型R系（ビーガタ・ラジオケイ）
- 配信期間：2010年3月23日 - 7月27日; パーソナリティ
- 花澤香菜（宮野まゆ役）
- 橘田いずみ（片瀬葵役）

コーナー
- くどき上手? くどかれ上手?
- 初心者デートの会話術

ゲスト
- #3,4 能登麻美子（小須田香月役）
- #7,8 小林ゆう（金城京香役）
- #9,10 田村ゆかり（山田役）